# Хейккинен, Ханнакайса
Ханнакайса Хейккинен (фин. Hannakaisa Heikkinen, род. 7 апреля 1974, Юанкоски) — финская женщина-политик. Заместитель председателя партии «Финляндский центр» с 9 июня 2018 года. Депутат эдускунты (парламента) с 21 марта 2007 года по 19 апреля 2011 года от избирательного округа Северное Саво, и с 22 апреля 2015 года от Саво-Карельского избирательного округа.

## Биография
Родилась 7 апреля 1974 года в Юанкоски. Её прадед Пекка Хейккинен был председателем партии «Крестьянский союз» (ныне «Финляндский центр») в 1919—1940 гг. и министром торговли и промышленности в первом кабинете Сунилы в 1927—1928 гг. и в третьем кабинете Каллио в 1929—1930 гг.
В 1991 году окончила лицей в районе Линнанпелто города Куопио. В 1995 году окончила колледж имени Алкио в Йювяскюля по специальности журналистика. В 1999 году получила специальность медсестры в Университете прикладных наук Йювяскюля (JAMK). В 2006 году получила степень магистра медицинских наук в Университете Йювяскюля. В 2005 году окончила базовые курсы для сельского предпринимателя в профессионально-техническом колледже Саво.
На парламентских выборах 18 марта 2007 года избрана депутатом эдускунты от избирательного округа Северное Саво. Получила 7083 голосов. Не была переизбрана на выборах 17 апреля 2011 года. Вновь избрана депутатом эдускунты на выборах 19 апреля 2015 года от Саво-Карельского избирательного округа. Получила 10 712 голосов.
С 2011 года занимается фермерством в Киурувеси.
9 июня 2018 года избрана заместителем председателя партии «Финляндский центр» на партийном съезде в Соткамо.
Замужем за фермером Харри Кярккяйненом (Harri Kärkkäinen). Это второй брак. До 2007 года была замужем за Микко Торппавирта (Mikko Torppavirta). Имеет двоих детей.